# Et-taous
Et-taous  (in arabo الطاوس‎?) è un centro abitato e comune rurale del Marocco situato nella provincia di Errachidia, regione di Drâa-Tafilalet. Conta una popolazione di 6 792 abitanti (censimento 2014).